# Albuch Kotter

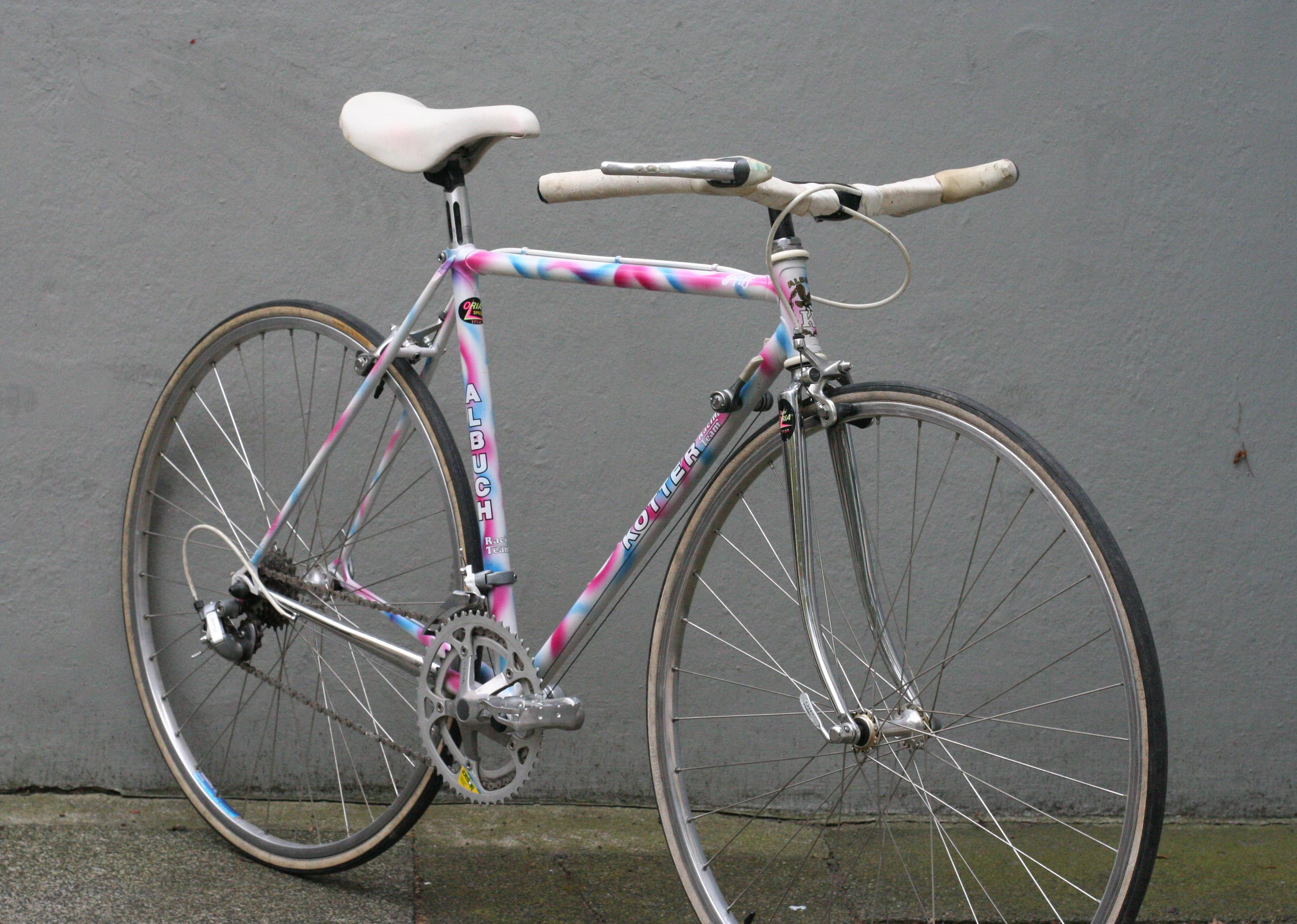
Albuch Kotter Damen-Rennrad aus einem Oria-Rohrsatz, in einer 90er-Jahre-Lackierung

Albuch Kotter war eine deutsche Fahrradmarke der Albuch Fahrradfabrik GmbH in Böhmenkirch auf der Schwäbischen Alb (Baden-Württemberg).

## Geschichte
1983 wurde von Konrad Kotter in Böhmenkirch die Albuch Fahrradfabrik gegründet. Albuch ist der Name für den nordöstlichen Teil der Schwäbischen Alb, westlich des Brenztals, in dem auch Böhmenkirch liegt. Unter dem eingeführten Markenzeichen „Kotter“ wurden Rennräder des oberen Preissegments, Touren- und Trekkingräder sowie Mountainbikes vermarktet.
Bevor Albuch Kotter selbst Rahmen fertigte, vertrieb die Firma unter dem Namen „Kondor“ italienische Rahmen der Hersteller Romani und Pistrada. Die Firma importierte die Rahmen und baute sie in einer Manufaktur in Schechingen auf.
1982 musste die Firma, damals noch im Besitz von Konrad Kotter und überwiegend „Kondor“-Räder produzierend, Konkurs anmelden. Der Unternehmer Hartmut Fischer übernahm die Firma, verlagerte die Produktion von Schechingen nach Böhmenkirch und übertrug die Geschäftsführung seiner Tochter und seinem Schwiegersohn, Ute und Wolfgang Engler.
Durch Konsolidierungs- und Boom-Phasen in der Branche wandelte sich die Struktur der Firma vom ausschließlichen Zulieferer für Fachhändler in einen Direktvermarkter. Im Frühjahr 2001 kam für die Albuch Fahrradfabrik GmbH dann der Einbruch. Die zunehmende Konkurrenz günstigerer Produzenten und die unsichere weitere Entwicklung veranlasste das Unternehmen, seine Produktion einzustellen und den Betrieb zu schließen.

## Räder
Albuch Kotter stellte gemuffte Stahlrahmen aus Rohren von Oria-Mannesmann und Columbus Tubi (Aelle u. a.) her. Die MTB-Modelle „Tirol“, „Centaur“ und „Dolomit“ basierten auf gemufften Stahlrahmen. Für den Triathlonsport produzierte Kotter 26-Zoll-Rennräder. Die Firma stellte eine breite Palette von Rennradrahmen her – angefangen von günstigen Rahmen, wie dem Modell „Pfiff“, über Mittelklasse-Rahmen („Amateur“ u. a.), bis hin zu hochwertigen Modellen der Serie „Albuch Kotter Racing Team“.
Ausgestattet waren die Räder mit Shimano-, Campagnolo- oder Suntour-Komponenten. Teilweise wurden auch Weinmann-Bremsen verbaut.
Kotter gab werkseitig 10 Jahre Garantie auf Rahmenbruch. Viele Modelle waren unterverchromt und fast alle Rahmen hohlraumversiegelt. Markenbildend war das Kotter übliche „K“ auf der flachen Gabelkrone und den oberen Sitzstreben der Rahmen.
Die Kondor-Rennräder wurden vorzugsweise mit Shimano-Komponenten aufgebaut. Einige wenige Räder bekamen auch eine Campagnolo-Ausstattung.

## Radsport
Konrad Kotter hatte bis 1982 und 1987 ein professionelles Rennsport-Team: Kotter’s Racing Team. 1982 fuhr das Team als „Kondor-Kotter“ beim Giro d’Italia mit. Später ging es in Albuch Kotter auf.

## Abbildungen

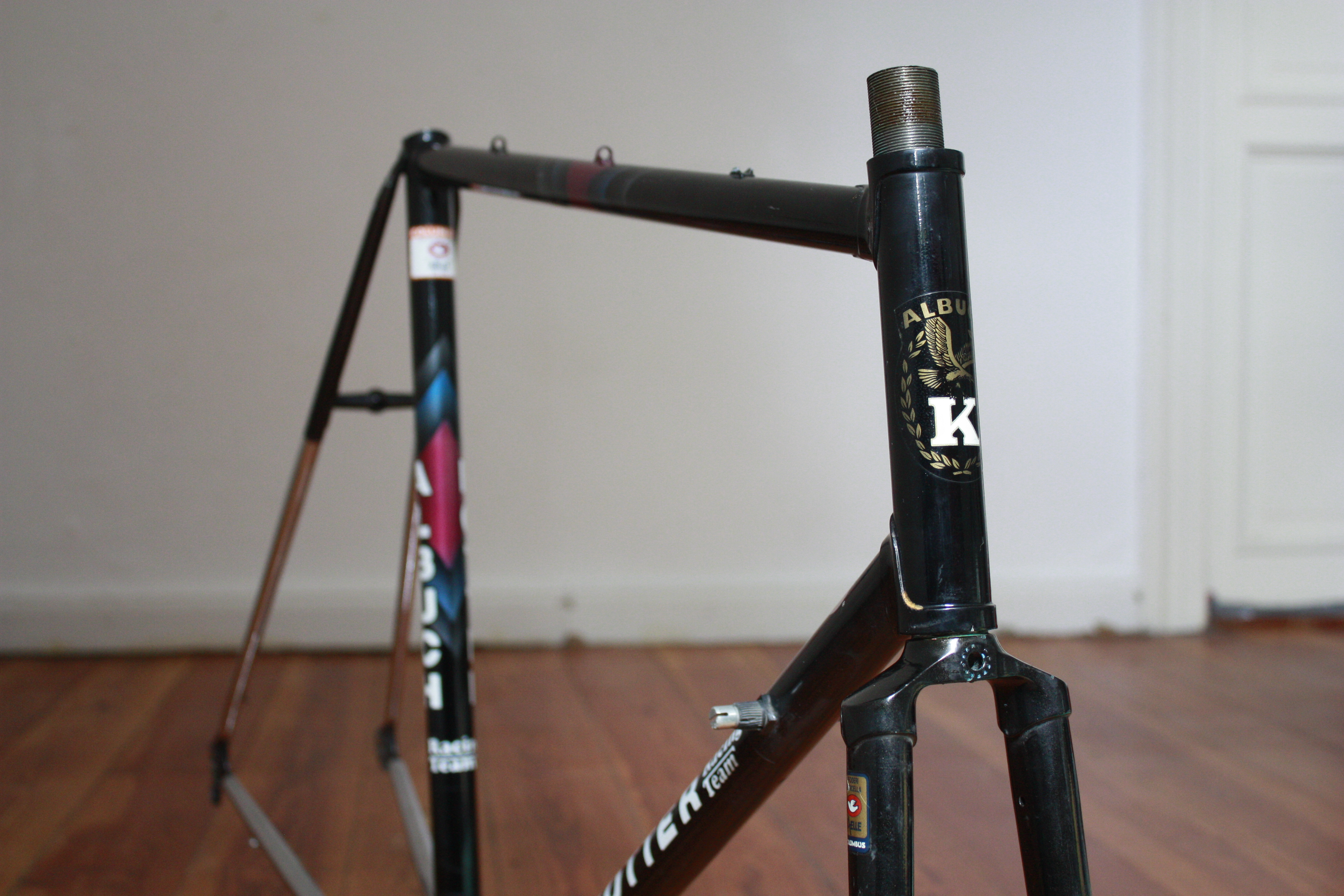
Kotter-Rennrad-Rahmen aus Columbus-Aelle-Rohren mit deutlichem Kotter-„K“
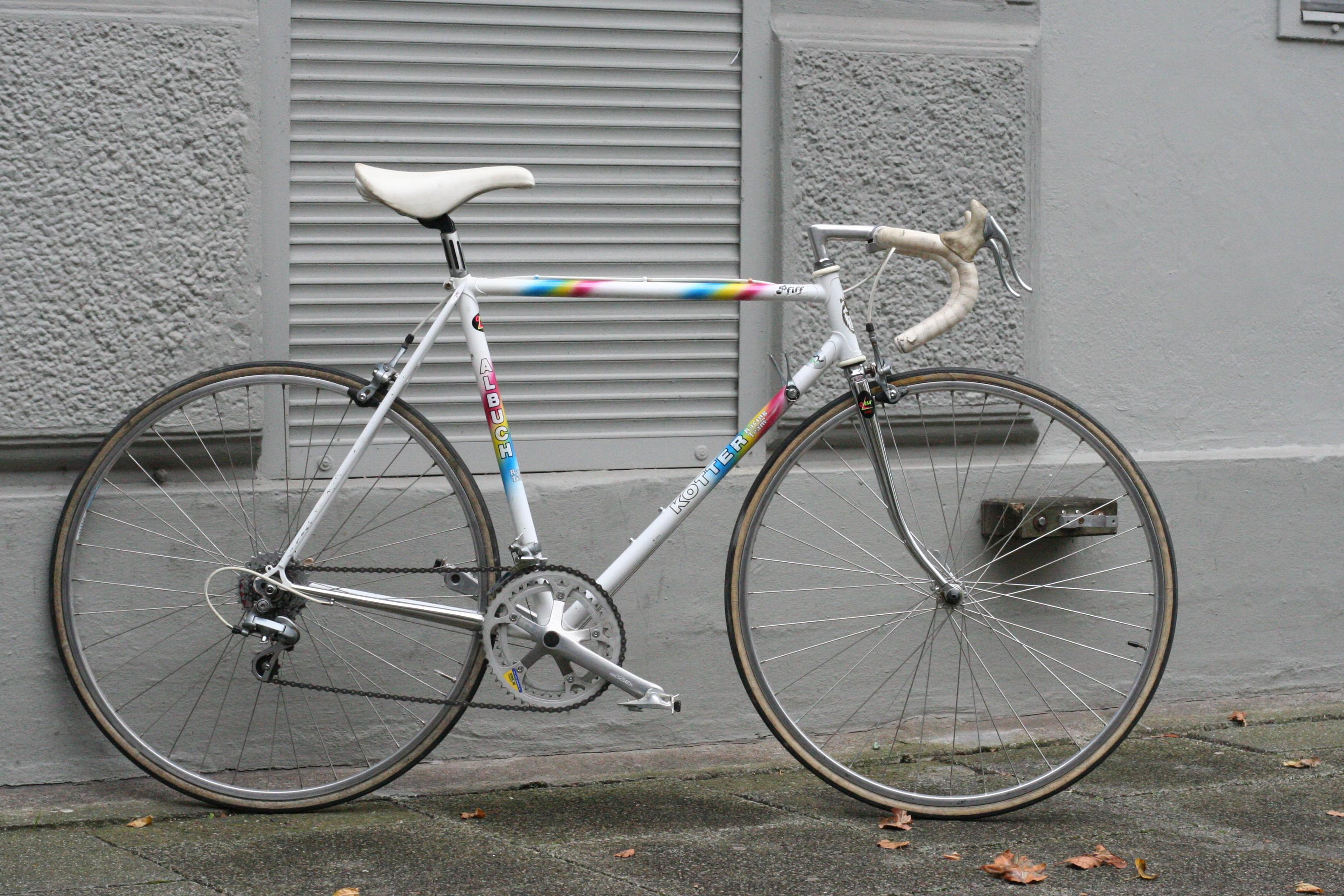
Kotter-Rennrad, Modell „Pfiff“, gebaut Ende der 1980er Jahre
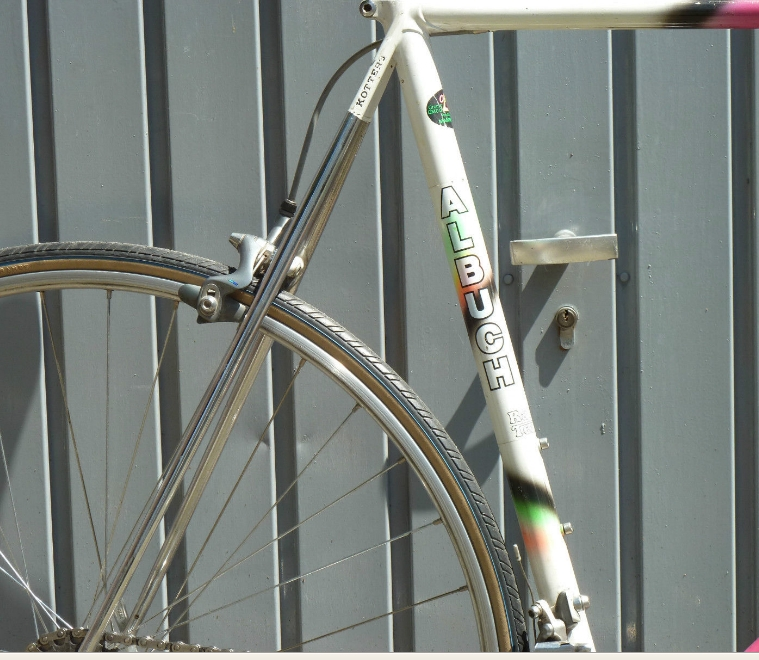
Kotter-Rennrad aus Oria Rohr mit „Kotter“-Gravur
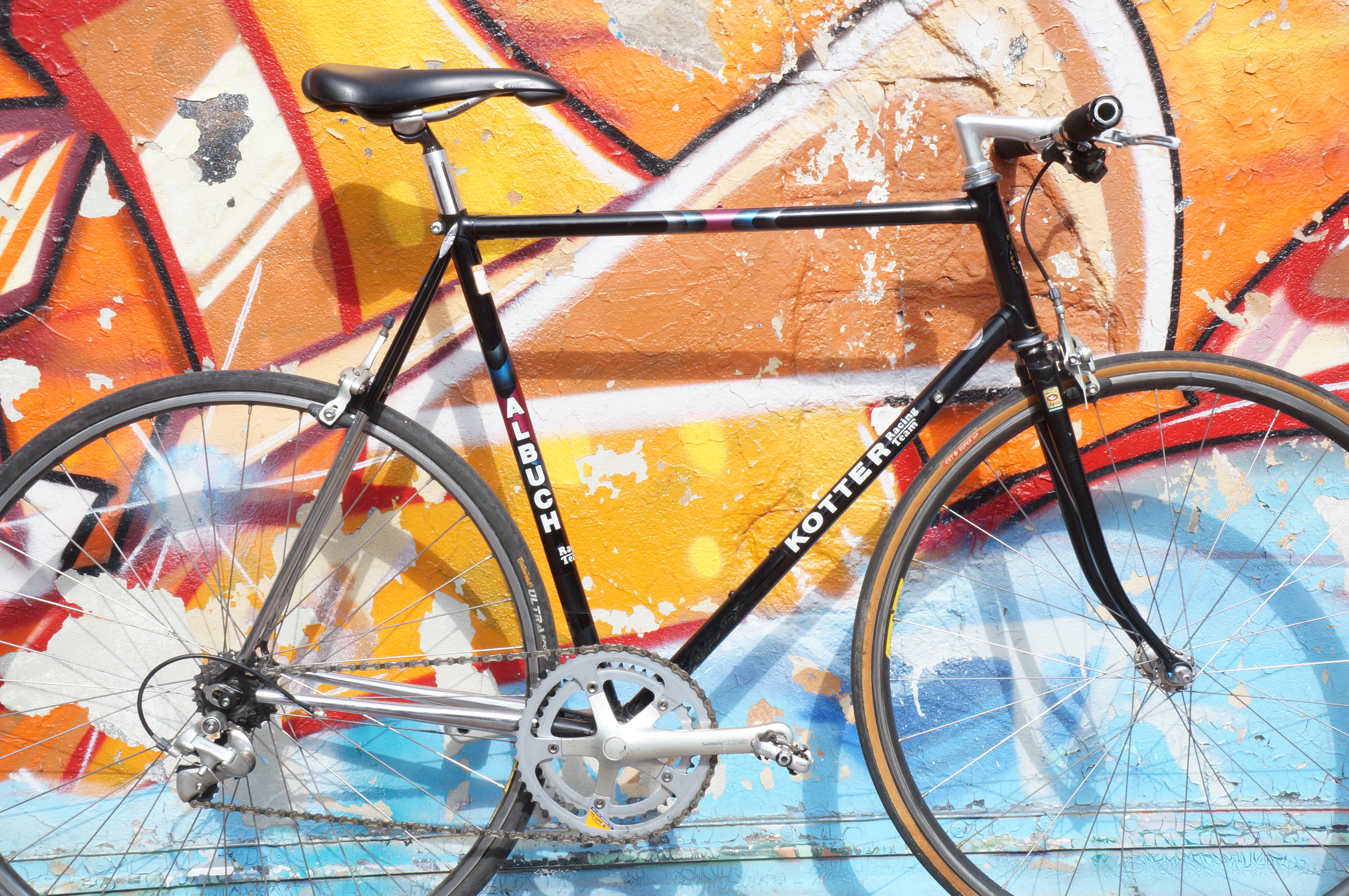
Kotter-Rennrad als Speedbike aufgebaut
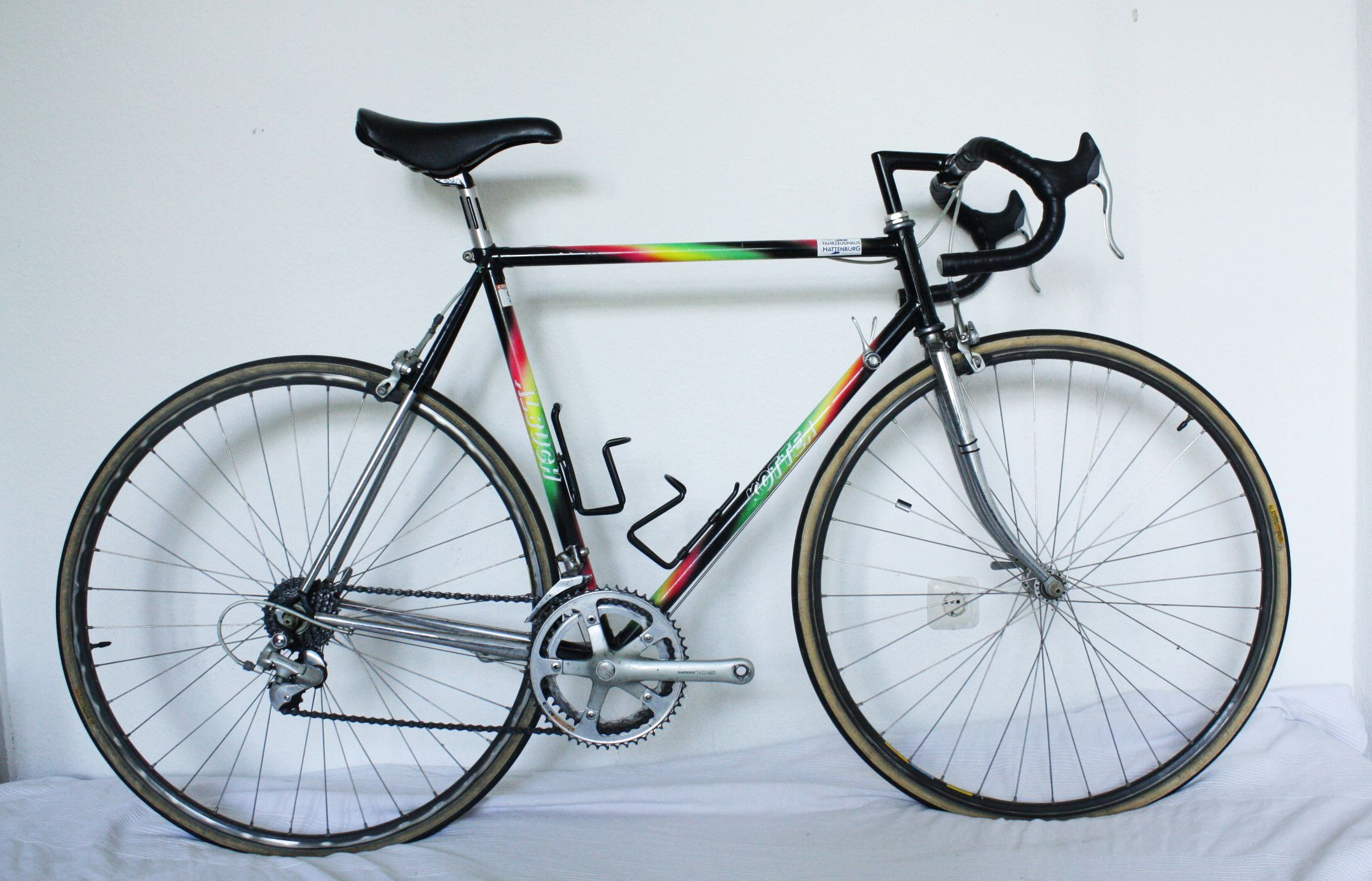
Albuch Kotter-Rennrad
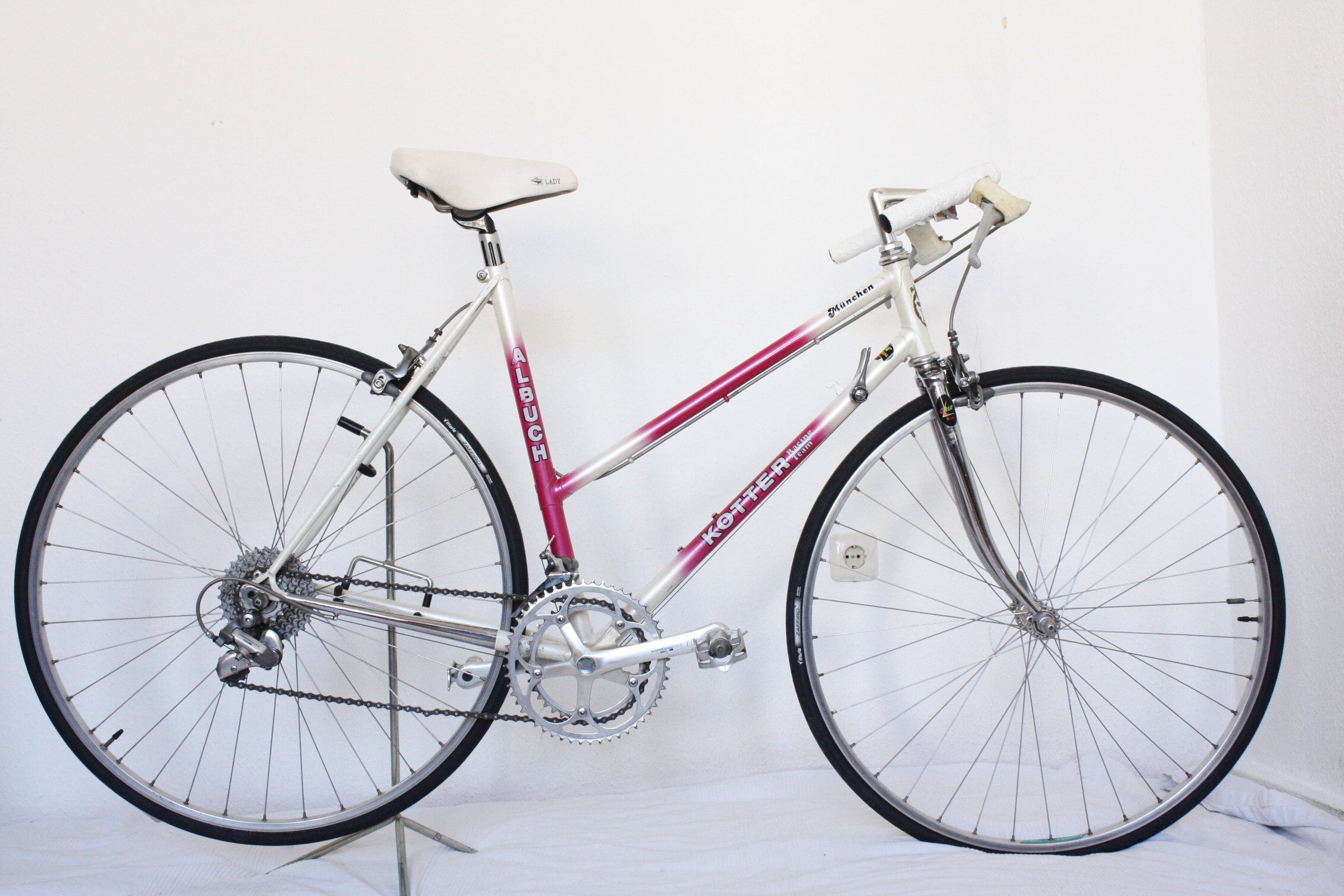
Albuch Kotter-Damen-Rennrad aus Oria Tubi mit einer Shimano 600 tricolor-Ausstattung